# جوش مالرمان
جوش مالرمان (بالإنجليزية: Josh Malerman)‏ هو روائي أمريكي، وكاتب قصة قصيرة، ومنتج أفلام، وواحد من مغنيين وكاتب أغاني لفرقة الروك زي هاي سترونج. اشتهر بكتابة الرعب وروايته التي تلت نهاية العالم، صندوق الطائر، والتي كانت مصدر إلهام لفيلم نتفليكس صندوق الطائر.